# Барски сабор (1199)
Барски сабор (1199) је био локални црквени сабор римокатоличког свештенства са приморског подручја Дукље, који је одржан 1199. године у граду Бару, за вријеме владавине Вукана Немањића, краља Далмације и Дукље. На сабору је окончан процес институционалног конституисања Барске надбискупије, која је озваничена одлуком тадашњег римског папе Иноћентија III. У раду сабора учествовали су и папски легати, који су уручили палијум Јовану, првом од стране Рима званично признатом барском надбискупу. На сабору је донет низ одлука о унутрашњој црквеној дисциплини. 

## Црквено питање
Након протеривања византијске власти из приморских области Дукље, односно Зете око 1185. године, српски велики жупан Стефан Немања је све ослобођене области укључио у састав Великожупанске Србије. Недуго потом, за намјесника у приморским областима постављен је Немањин најстарији син Вукан, који је након очеве абдикације у корист Вукановог брата Стефана (1196) наставио да влада у поменутим областима, носећи титулу краља Далмације и Дукље.
За разлику од унутрашњих области, које су биле православне и подложне рашком епископу, у приморским крајевима је преовладавао римокатолицизам. У то вријеме, све бискупије у приморским областима Дукље, односно Зете још увијек су биле под јурисдикцијом дубровачких надбискупа. Пошто се Дубровник није налазио под српском влашћу, државни разлози су налагали да се у Вукановим областима изврши преуређење црквене управе, путем оснивања посебне надбискупије, чије би се сједиште налазило у неком граду који је био унутар гранца Вуканове удеоне државе.
У циљу рјешавања црквеног питања, Вукан је током 1198. године ступио у преписку са новим римским папом Иноћентијем III (1198-1216). Већ почетком 1199. године, папа је одговорио упућивањем својих легата, капелана Јована и ипођакона Симеона, са налогом да испитају црквене прилике у Вукановим областима. Тим поводом, посебна папска писма упућена су не само Вукану, већ и његовом брату, великом жупану Стефану. Иако је папа био спреман да барском бискупу Јовану одмах додели надбискупски палијум, додатним провјерама је потврђено да се Барска бискупија налазила под јурисдикцијом Дубровачке надбискупије, усљед чега је папа издао нови налог својим легатима, наредивши да се то питање подробно испита.

## Сазивање и рад сабора
Ради рјешавања црквеног питања, сазван је локални црвени сабор, који је одржан током исте 1199. године у Бару. На сабору је учествовало неколико бискупа и других истакнутих свештеника, саједно са папским легатима. Након претресања разних питања, усвојено је неколико одлука које су се тицале црквене дисциплине, а такође је рјешено и питање црквеног уређења, након чега су папски легати уручили надбискупски палијум Јовану барском, који је тиме и званично постао надбискуп, са јурисдикцијом над бискупијама у Улцињу, Свачу, Скадру, Дривасту, Сарду и Пулату.
Саборске акте су потписали: папски капелан Јован, папски ипођакон Симеон, барски надбискуп Јован, протопрезвитер арбански Доминик, бискуп скадарски Петар, бискуп пулатски Јован, бискуп дривастски Петар, бискуп свачки Доминик, бискуп улцињски Наталије и бискуп сардски Теодор.
Званичним уздизањем Бара на степен надбискупије знатно је сужен опсег надлежности дубровачких надбискупа, што није прошло без посљедица, пошто се тадашњи дривастански бискуп Јован већ током пољећа 1199. године запутио у Дубровник, потврдивши своју приврженост јурисдикцији дубровачког надбискупа. Тим поводом, извршен је увид у раније повеље које је Дубровник добио од Рима, а које су свједочиле о дотадашњој надлежности Дубровачке надбискупије. Због пристајања уз Дубровник, бискуп Јован је изгубио свој положај у Дриватсу, а на његово мјесто је постављен бискуп Петар, који је учествовао у раду барског сабора, признајући тиме надлежност новоустановљене Барске надбискупије.
Барски сабор је имао велики значај за уређење Римокатоличке цркве у држви Немањића. Поред тога што је одржавањем сабора заокружен порцес озваничења и институционалног конституисања новоустановљене Барске надбискупије, тиме је уједно постављена и основа за настанак дуготрајних спорова са сусједном Дубровачком надбискупијом, која се није лако помирила са сужавањем своје дотадашње јурисдикције, што је дошло до посебног изражаја средином 13. вијека, када покренут низ процеса који су довели до ескалације црквеног спора између Дубровника и Бара.